# Nordfrisiske Øer
De Nordfrisiske Øer i det nordlige Tyskland, er en øgruppe i Vadehavet, der omfatter Sild, Før, Amrum og Pelvorm. Nordstrand bliver i 1900-tallet til halvø. Imellem de store øer ligger halligerne, der er små marskøer uden inddigning. Samtlige øer ligger ved den slesvig-holstenske vestkyst. De er omgivet af nationalparken Vadehavet, som i 2009 blev optaget i UNESCOs verdensarvsliste over bevaringsværdige områder. Øerne er for største del beboet af nordfrisere, der er et anerkendt mindretal i Tyskland. Den største og nordligste nordfrisiske ø er Sild. For omkring 8000 år siden blev den løsrevet fra fastlandet og er i dag forbundet direkte med fastlandet via Hindenburgdæmningen. Geografisk ligger øen på samme breddegrad som Alaskas sydlige ende. På grund af golfstrømmen hersker på øerne et mildt klima. I geografisk forstand kan også de danske vadehavsøer regnes til øgruppen. 
- Øer
  - Sild (Sylt)
  - Amrum
  - Før (Föhr)
  - Pelvorm (Pellworm)

- Småøer
  - Udhjørne Holm (Uthörn)
  - Øland (Oland)
  - Langenæs (Langeness)
  - Grøde (Gröde)
  - Habel
  - Hamborg Hallig (Hamburger Hallig)
  - Hoge (Hooge)
  - Nordstrand Mor (på dansk også Nordstrandmose, på tysk Nordstrandischmoor)
  - Nørreog (Norderoog)
  - Sønderog (Süderoog)
  - Sydfald (Südfall)

- Højsande
  - Japsand
  - Nørreogsand (Norderoogsand)
  - Sønderogsand (Süderoogsand)
  - Knipsand (Kniepsand)
  - Jungnamensand

Se også
- De danske vadehavsøer

54°39′40″N 8°26′35″Ø / 54.66112°N 8.44299°Ø